# Sweetheart
Sweetheart je jedenácté sólové studiové album velšského hudebníka Eurose Childse. Vydalo jej v říjnu roku 2015 hudební vydavatelství National Elf Records. Album obsahuje celkem jedenáct autorských písní a Childse zde doprovází čtveřice hudebníků, kteří s ním spolupracovali již v minulosti. Deska byla nahrána ve vesnici Freshwater East na jihozápadě Walesu (o nahrávání se staral Iwan Morgan).

## Seznam skladeb
Autorem všech skladeb je Euros Childs.
1. „Horse and Cart“
2. „Fruit and Veg“
3. „Machine“
4. „Julia Sky“
5. „Playing in the Sun“
6. „When I Hold My Baby“
7. „Sweetheart“
8. „Love Is a Memory“
9. „Christmas in Love“
10. „To the Surface“
11. „Lady Caroline“

## Obsazení
- Euros Childs – zpěv, klavír
- Marco Rea – kytara, buzuki, doprovodné vokály
- Rhydian Jones – baskytara
- Stuart Kidd – bicí, doprovodné vokály
- Laura J Martin – flétna